# Badminton na Letních olympijských hrách 2016
Badminton na Letních olympijských hrách 2016 v Riu de Janeiro se konal od 11. srpna do 20. srpna.

## Medailisté

### Muži
| Kategorie    | Zlato                                | Stříbro                                     | Bronz                                                 |
| ------------ | ------------------------------------ | ------------------------------------------- | ----------------------------------------------------- |
| dvouhra mužů | Čína (CHN) · Čchen Lung              | Malajsie (MAS) · Lee Chong Wei              | Dánsko (DEN) · Viktor Axelsen                         |
| čtyřhra mužů | Čína (CHN) · Fu Chaj-feng · Čang Nan | Malajsie (MAS) · Goh V Shem · Tan Wee Kiong | Velká Británie (GBR) · Chris Langridge · Marcus Ellis |

### Ženy
| Kategorie   | Zlato                                               | Stříbro                                                  | Bronz                                                |
| ----------- | --------------------------------------------------- | -------------------------------------------------------- | ---------------------------------------------------- |
| dvouhra žen | Španělsko (ESP) · Carolina Marínová                 | Indie (IND) · P.V. Sindhuová                             | Japonsko (JPN) · Nozomi Okuharaová                   |
| čtyřhra žen | Japonsko (JPN) · Misaki Matsutomo · Ayaka Takahashi | Dánsko (DEN) · Christinna Pedersen · Kamilla Rytter Juhl | Jižní Korea (KOR) · Jung Kyung-eun · Shin Seung-chan |

### Smíšené
| Kategorie       | Zlato                                                | Stříbro                                        | Bronz                               |
| --------------- | ---------------------------------------------------- | ---------------------------------------------- | ----------------------------------- |
| smíšená čtyřhra | Indonésie (INA) · Tontowi Ahmad · Liliyana Natsirová | Malajsie (MAS) · Chan Peng Soon · Goh Liu Ying | Čína (CHN) · Čang Nan · Čao Jün-lej |

## Přehled medailí
| Pořadí | Země           | Zlato | Stříbro | Bronz | Celkově |
| ------ | -------------- | ----- | ------- | ----- | ------- |
| 1      | Čína           | 2     | 0       | 1     | 3       |
| 2      | Japonsko       | 1     | 0       | 1     | 2       |
| 3      | Indonésie      | 1     | 0       | 0     | 1       |
| 3      | Španělsko      | 1     | 0       | 0     | 1       |
| 5      | Malajsie       | 0     | 3       | 0     | 3       |
| 6      | Dánsko         | 0     | 1       | 1     | 2       |
| 7      | Indie          | 0     | 1       | 0     | 1       |
| 8      | Velká Británie | 0     | 0       | 1     | 1       |
| 8      | Jižní Korea    | 0     | 0       | 1     | 1       |
| celkem | celkem         | 5     | 5       | 5     | 15      |